# マーマデューク・ラングデイル (初代ホームのラングデイル男爵)

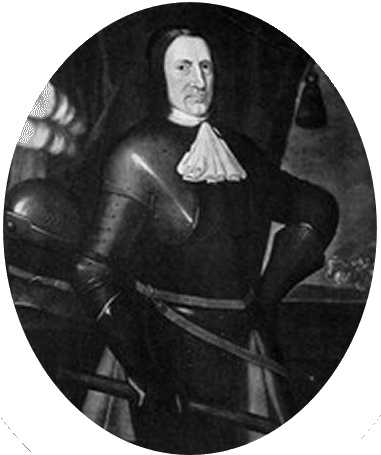
初代ホームのラングデイル男爵マーマデューク・ラングデイル

初代ホームのラングデイル男爵マーマデューク・ラングデイル（英：Marmaduke Langdale, 1st Baron Langdale of Holme, 1598年頃 - 1661年8月5日）は、清教徒革命（イングランド内戦）から王政復古期のイングランドの貴族・軍人。王党派に属し、有能な騎兵隊長として活躍したが、配下部隊は規律に欠けたため評判が悪かった。

## 生涯
1598年、ヨークシャーのビバリーでピーター・ラングデイルとアン夫妻の1人息子として誕生。1606年、父がビバリー近郊のモレスクロフトで家（ピッグヒル・ホール）を購入。家名のラングデイルはヨークシャーの荘園（ラングデイル）から来たと言われている。
1612年にケンブリッジ大学セント・ジョンズ・カレッジに通い、1617年に死んだ父の遺産を相続。1620年に義妹キャサリンの夫ジョン・ホタムと共にヨーロッパ大陸へ行き、短期間ボヘミア王妃エリザベス・ステュアートのために戦った。後にホタムは内戦中の1642年に議会派からハル総督に任命され、議会派に与してチャールズ1世の入城を拒絶したが、1643年6月に王党派への内通が発覚して同名の息子ジョンと共に捕らえられ、1645年1月に処刑された。
ラングデイルの方は1620年代から1630年代にかけて、ヨークシャーで重要な政治家になっていった。1628年にナイトに叙されたが、船舶税と強制借上げ金に反対した。罰として1639年にヨークシャー州長官に任じられ、徴税の不足分を自分で埋めねばならない立場となった。彼はしぶしぶ任務に就いたが、ヨークシャーのジェントリの主な者たちが「苦情」を並べ上げて署名した請願を出した後、解任された。
1642年に始まった第一次イングランド内戦で王党派に入り、北イングランドの王党派司令官・ニューカッスル侯（後に公爵）ウィリアム・キャヴェンディッシュの部下として、ヨークシャーで議会派のファーディナンド・フェアファクス、トーマス・フェアファクス父子と戦った。一時は王党派が有利だったが、1644年7月2日のマーストン・ムーアの戦いで王党派が大敗してニューカッスル侯が亡命すると、ラングデイルは敗残兵を収容して北部騎兵隊として統合しカンバーランド公ルパートを支持、ヨークを後にした。
この北部騎兵隊はルパート軍の進軍を援護したり、1645年3月にヨークシャー・ポンテフラクトへ侵入、議会軍に包囲されていたポンテフラクト城を解放する戦功を上げていた（しかし歩兵の支援が無い騎兵隊が引き上げた後にポンテフラクト城は議会軍に再包囲された）。反面、北部騎兵隊は王党派の財政難で自前調達を迫られたため略奪が凄まじく、彼等は行く先々で乱暴狼藉を働いて住民の王党派支持を失った。同年、レスターへ向かうルパートと叔父の国王チャールズ1世が率いる軍と合流、6月14日のネイズビーの戦いで左翼を受け持ち、議会軍右翼にいたオリバー・クロムウェル率いる鉄騎隊と対決した。この戦いで鉄騎隊の激しい攻撃の前に敗れ去り、他の国王軍も議会軍に破られ敗走した。
戦後は北部騎兵隊や他の生存者と共にウェールズ南部ラグラン城へ撤退したが、スコットランド王党派のモントローズ侯爵ジェイムズ・グラハムとの合流を図るチャールズ1世に同行・北上した。しかし途中でバイロン男爵ジョン・バイロンから議会軍に包囲されているチェスターの救援要請を受けたチャールズ1世は、アイルランドからの援軍上陸地点も確保したいためチェスターへ入城、ラングデイルは北部騎兵隊を率いて包囲軍を攻撃したが、9月24日のロウトン・ヒースの戦いで惨敗してチェスター解放に失敗した。
やがてモントローズ侯が9月13日のフィリップホフの戦いで国民盟約（盟約派）に敗れた報せが伝わると、モントローズ侯救援を主張するディグビー男爵ジョージ・ディグビーに賛成、約2400の騎兵隊でチェスターを脱出して再び北上した。一時はスコットランドのダンフリーズに到達したが、モントローズ侯救援を諦めて引き返す途中で議会軍に発見され、シャーバーン・イン・エルメットで襲撃され部隊は四散、ラングデイルとディグビー男爵は船に乗ってマン島へ逃れた。この島では王党派の領主ダービー伯爵ジェームズ・スタンリーに厚遇され、議会派からの身柄引き渡しからも守られたが、後にディグビー男爵と共にフランスへ亡命、第一次内戦は1646年6月で王党派の敗戦に終わった。
1648年に第二次イングランド内戦が勃発すると、北イングランドのカンバーランドの王党派を率いるため亡命先から戻り、スコットランドからの援軍（エンゲージャーズ）がイングランドへ侵攻出来るようにベリック・アポン・ツイードを占領、スコットランド王党派のハミルトン公爵ジェイムズ・ハミルトン率いるエンゲージャーズと合流した。議会派の北部司令官ジョン・ランバートは戦いを避けたが、そこにクロムウェルの軍が合流、再びクロムウェルと戦うことになった。だが1648年8月17日から19日の3日間に渡るプレストンの戦いでは、プレストン東部を守備していた所をクロムウェル軍に襲われ、ハミルトン公の軍共々壊滅してクロムウェルの前に再び大敗した。
戦後ハミルトン公と共に捕らえられノッティンガム城へ投獄、主要な王党派の処刑で平和の保証を図るクロムウェルらの意向で、1649年1月にチャールズ1世が処刑、ハミルトン公も3月に処刑される中、ラングデイルは変装して脱走、再度フランスへ亡命した。一方でマン島を再訪問して王党派に味方するダービー伯の声明をロンドンで発表、彼の領地であるチェシャーとランカシャーの王党派へ結集を呼び掛けている。
ところが1650年、スコットランド盟約派はブレダ条約で亡命中のチャールズ2世をイングランド・スコットランド王位に復帰させることに合意したが、多くの王党派の追放をチャールズ2世に迫った。このためラングデイルは同年から翌1651年の第三次イングランド内戦に参戦出来ず、1652年にプロテスタントからカトリックへ改宗、ヴェネツィア軍に入ったが体調不良のため引退を余儀なくされた。亡命中は他のカトリック教徒と異なり、王位奪還のためフランスよりスペインとの同盟を主張したが、貧困に苦しみ1655年にドイツのヴェストファーレンにあったイングランド・ベネディクト会のランスプリング修道院へ保護を頼むまでになった。
1658年、チャールズ2世からホームのラングデイル男爵に叙爵、1660年の王政復古でウェスト・ライディング・オブ・ヨークシャー統監に任命されたが、チャールズ2世の戴冠式に出席するには貧し過ぎると主張した。1661年8月5日、ヨークシャーのホーム・ホールで死去。ラングデイル家の人々が眠るサンクトンの諸聖人教会へ埋葬された。

## 子女
1626年、サー・ジョン・ローズの娘レノックスと結婚、7人の子供を儲けたが3人は死去、4人が成人を迎えた。
- マーマデューク（1628年 - 1703年）
- フィリップ（? - 1672年）
- レノックス（? - 1658年）
- メアリー（? - 1678年）[20]